# 청자 쌍사자형 베개
청자 쌍사자형 베개(靑磁 雙獅子形 枕)는 서울특별시 용산구, 삼성미술관 리움에 있는 고려시대의 청자 베개이다. 1984년 8월 6일 대한민국의 보물 제789호로 지정되었다. 
두 마리의 사자가 서로 꼬리를 맞대고 머리로 베개 위판을 받치고 있는 모양이다. 사자는 암수를 표현했고, 베개 위판은 연잎을 형상화한 것이다. 

## 개요
청자 쌍사자형 베개(靑磁 雙獅子形 枕)는 고려 중기에 만들어진 청자 베개로 높이 10.5cm, 길이 21.8cm, 너비 8.2cm이다.
모서리를 둥글게 깎은 직사각형의 판 위에, 두 마리의 사자가 서로 꼬리를 맞대고 머리로 베개 위판을 받치고 있는 모양이다. 사자는 각각 암수를 나타낸 것으로 보이며, 눈은 검은색 안료로 점을 찍어 생생하게 표현했다.
베개 위판은 연잎을 형상화했으며, 잎맥이 예리하게 새겨져 있다. 표면은 맑은 비취빛 광택이 흐르고 부드러우며 은은한 색조를 띈다.
12세기 전반에 전라남도 강진군 대구면 사당리 일대 가마에서 만들어진 것으로 보인다. 

## 같이 보기
- 고려청자

## 참고 자료
- 청자 쌍사자형 베개 - 국가유산청 국가유산포털